# NGC 5442
NGC 5442 este o intermediate spiral galaxy⁠(d) situată în constelația Fecioara. A fost descoperită în 11 ianuarie 1865 de către Albert Marth.